# Блек метъл
Блек мѐтълът (на английски: Black metal в превод Черен метъл) е подстил на хевиметъла, възникнал при прехода от дет и траш метъл звученето от 70-те и 80-те години на 20 век към по-бърз и агресивен тип музика. Текстовете в този жанр се дълбоко ангажирани с окултизъм, сатанизъм и езичество. Има множество препратки към старите религиозни вярвания в Норвегия. Понякога лириката целенасочено пропагандира нацистка идеология.
През 80-те години някои траш метъл банди създават идеята за стила и през 1982 година английската спийд метъл група Venom издава албума си „Black Metal“. Други подобни групи са Bathory, Celtic Frost и Hellhammer, които са част от т. нар. Първа вълна. Втората вълна се появява в началото на 90-те години и се състои главно от норвежки банди като Mayhem, Burzum, Darkthrone, Immortal и Emperor.
Ранната норвежка блек метъл сцена развива стила на своите предци в различим жанр. Вдъхновени от Норвегия, блек метъл сцени се появяват в Европа и Северна Америка, докато други музиканти развиват свой собствен стил. Някои изтъкнати шведски банди се появяват по време на тази втора вълна. Банди като Marduk, Nifelheim и Dark Funeral са известни примери.
В началото синонимен със „сатанински метъл“ блек метъла често е срещан с враждебност от преобладаващата култура, заради действията и идеологиите, които са свързани с него. Много артисти изразяват екстремни антихристиянски и мизантропски гледни точки, застъпвайки различни форми на сатанизъм и етническо езичество. През 90-те години членове на сцената са отговорни за порой опожарявания на църкви и убийства. В блек метъла също присъства сравнително малко неонацистко движение, което е отлъчено от по-изявените блек метъл артисти. Като цяло блек метълът се стреми да бъде недостъпен за преобладаващата култура и за онези, които не са му отдадени.

## Характеристики

### Звук и текстове
- Бързи китари и бас китари с тежък, но отчетлив дисторшън. Почти винаги се ползва и тремоло.
- Бързи барабани, използва се двойна каса.
- Пищящи високооктавни вокали.
- При по-мелодичните поджанрове на блек метъла се ползва и клавирни инструменти.
- Често присъстват дори цигулки, органи, цели хорове, а някой път дори и тромпети (също кавали и дудуци, както и тарамбуки, ластик и гребенчета).
- Ограничени тиражи на албумите.
- Атмосферата е потискаща, тъмна, често плашеща
- Почти винаги ладът е бихармоничен минор.

Текстовете в блек метъла по принцип нападат християнството и други институционализирани религии, често ползвайки апокалиптичен речник. Сатанинските текстове са чести и много хора ги възприемат като съществени за блек метъла. За блек метъл артистите, които са сатанисти, „блек метъл песните трябва да бъдат като калвинистки проповеди; смъртоносно сериозни опити за обединяване на истински вярващите“. Мизантропия, глобална катастрофа, война, смърт, разрушение и прераждане са също чести теми. Друга тема, често откривана в блек метъл текстовете, е тази на дивите или по-сурови аспекти на природата – най-вече пущинака, горите, планините, зимата, бурите, ледените виелици. Блек метълът също е очарован от далечното минало. Има много банди, които пишат за митологията и фолклора на техните родни земи и подкрепят съживяване на тези предхристиянски, езически традиции.
Индивидуализмът е също важна част от блек метъла, като Фенриз от Darkthrone описва блек метъла с думите „индивидуализъм над всичко“. Въпреки това, последователи на Euronymous от Mayhem са се опитвали да бъдет антииндивидуалистични, и е било отбелязвано, че блек метълът се характеризира с конфликт между радикалния индивидуализъм и груповата идентичност и с опита двете крайности да бъдат приети едновременно. Блек метълът също се опитва да бъде мизантропично настроен и враждебен към съвременното общество. Той е отговор срещу скуката, неискреността и емоционалната празнота, която участниците в движението смятат за присъща на съвременната светска култура. Аарон Уийвър от Wolves in the Throne Room (Вълци в тронната зала) казва: „блек метълът е артистично движение, което критикува съвременността на фундаментално ниво, заявявайки, че на съвременния светоглед му липсва нещо“. Като част от това е възхвалата на природата и очарованието към далечното минало. Сам Дън отбелязва, че „за разлика от всяка друга хевиметъл сцена, при блек метъла местната културата и родното място са втъкани в музиката и образността“.
В неговата докторантска теза, Бенджамин Хедж Олсън пише, че част от артистите могат да бъдат възприети като трансценденталисти. Недоволни от „един свят, който чувстват, че е празен откъм духовна или културна значимост“, те се опитват да изоставят или „надхвърлят“ „шаблонните физически форми“ и да се превърнат в едно с божественото. Това се извършва чрез концерта, който той описва като „магически ритуал“, който включва себеунищожаване и приемането на алтернативна, „духовна персона“ (като например носенето на костюм или боята по лицето).

### Визия
Фронтменът на легендарната блек метъл група Immortal – Abbath (чието истинско име е Olve Eikemo) твърди, че музиката им е продукт на стремежа към „нещо като грандиозно представление, нещо сценично“ („something spectacular, something theatrical“). Във връзка с това в блек метала са се утвърдили гримът (мъртвешки грим) и кръвта при изпълнения на живо. Мъртвешки грим е вид черно-бял грим, чийто произход може да бъде проследен назад до германския фолклор. В норвежката митология той се свързва с напомнящия вампир/таласъм външен вид на членовете на легионите от мъртви души (Oskorei). Преди появата на блек метъла corpse paint (корпс пейнт) са използвали редица рок и хевиметъл изпълнители, между които Celtic Frost, The Misfits, King Diamond, KISS, Alice Cooper и др. Норвежката блек метъл група Dodheimsgard е експериментирала с използването на други цветове, макар че значими различия с традиционната формула няма. Напоследък някои групи (като Emperor и Borknagar) избягват напълно мъртвешки грим, обяснявайки че той се е превърнал в модерен и тенденциозен и така е загубил своята първоначална стойност.

Доминиращият черен цвят в облеклото на блек метълиста не се обяснява като проста асоциация с името на стила, нито като опит за привличане на внимание или като чувство за малоценност както психолозите го тълкуват, а съдържа много по-дълбока символика. Черното е цветът на окултното, на непознатото, тайнственото, безкрайното. Той е и цветът на смъртта и погребението.

## Разновидности на стила
Повлиян от не един друг стил, блек метълът днес се дели на повече от 20 вида. Основните течения са известни като Old School и New School Black Metal. Първата разновидност включва не само групите, изградили звученето на стила, но и всички останали, предани на този звук. Тук се има предвид всяка raw/pure блек метъл група. New School Black Metal включва доста по-широк кръг от имена. Към него се причисляват Атмосферичен, Езически, Национално-социален, Викинг/Епически, Фолк (включва отчасти и викинг метъла, но е доста по-широко понятие от Heavy metal тенденциите), Симфоничен, Melodic (включва и самия симфоничен блек метъл), Gothic-Black, Black-doom, Black-Trash, Black-death, Амбиент блек, Avangard блек, Industrial/electronic блек. Правят се разделения и по отношение на текстовете, поради което често езическият блек метъл по нищо не се различава от чистия блек. По такъв критерий са се появили понятия като Depressive, Satanic, Vampire, Horror, Pagan-metal. Съществуват и понятията псевдоблек метъл, в който не се ползват китари (Profanum), и пародиен блак метъл (Impaled Northern Moonfores).

### Чист (първичен) блек метъл
Към този стил се вписват първите албуми на горе-споменатите Bathory, Samael, Mayhem. И четирите групи променят стила си впоследствие. Други типични представители на този стил са Immortal, Gorgoroth, Darkthrone. Основни теми на текстовете са антихристиянски идеи, сатанизъм, смърт, жестокост, мрак. Обикновено се използват само китари и барабани. В днешно време много аматьорски блек метъл групи залагат на приглушеното звучене, характерно за първите записи в стила, като се стремят по този начин да се доближат до едновремешното величие на блека.

### Атмосферичен блек метъл
Понятието „атмосферичен блек метъл“ се среща най-често като описание за мелодичен блек с клавири/орган, женски вокали или ембиънт звучене и често се припокрива с Dark Metal (смесица между блек метъл, атмосферичен метъл и готик). Въпреки това съществува немелодичен атмосферичен блек като типични представители са Aaskereia. Като цяло музиката е бавна и въздействаща. Други в стила са Astaroth, Ancient Widsom, Arcturus, Diabolical Masquerade, Drudkh, Summoning.

### Авангард блек метъл
Ново течение, залагащо на експериментирането – Arcturus, Diabolical Masquerade, Dodsheimgard, Korova(kill), Solefald, Ram-Zet.

### Блек дет метъл
Голяма част от групите, създаващи блек метъл с чисто звучене, бързи китари и неуморен барабанист, представляват симбиоза между двата стила. Някои постигат и по-тежко звучене като включват дет/грайнд вокали (Arkhon Infaustus, Anaal Nathrakh, Isacaarum). Други представители – Acheron, Naglfar, Zyklon.

### Блек дуум метъл
Forgotten Woods, Deinonychus

### Блек траш метъл
Absu, Dragonlord, Venom

### Готик блек метъл
Тясно свързан с готик културата. Смесица между двата стила. Типичните представители са: Cradle Of Filth, Vampiria, Dismal Euphony, Graveworm и др.

### Депресивен (самоубийствен) блек метъл
Shining

### Мелодичен блек метъл
Мелодиченият блек метъл се различава от традиционния, тъй като обикновено е по-бавен, с по-ясна структура и съответно по-леко звучене. Heavy drumming and highly structured guitar riffs (usually played with what some call reverse power chords and tremolo picking) are the most prominent feature of the genre, entailing melodic structure deep within the composition and sound. Често се бърка с готик блека. Текстовете са обвързани с характерните за немелодичния блек метъл теми. Представители на стила – Old Man's Child, Catamenia, Gloomy Grim, Mactatus, Alghazanth.

### Симфоничен блек метъл
Тук звученето е много по-леко, в сравнение с pure black-а. Използват се клавири, доста често и орган. Представители: Anorexia Nervosa, Диму Боргир, Emperor, Troll и т.н.

### Национал-социалистически блек метъл
Национал-социалистическият блек метъл е нео-нацистки поджанр на блек метъл музиката, засягащ идеите на расисткия сепаратизъм и арианизма. Често се прави асоциация с Oi! и пънк стиловете, тъй като групите имат сходни убеждения и често записват при един и същи лейбъл. Някои считат, че Burzum е поставил началото на стила чрез музиката си, но тъй като в първите му (блек метъл) албуми няма пряко отношение към национал-социализма, това твърдение е лесно за оборване. Още в началото блек метълът е бил повлиян от идеите на национализма (или поне от направлението, известно като национален романтизъм), а NSBM се застъпва за него като алтернатива на модерното либерално общество. Докато нацистка Германия никога не се е противопоставяла открито на християнството, NSBM продължава блек метъл традицията на противопоставяне на всичко юдейско и християнско, наблягайки на антисемитизма. Изпълнителите в стила обикновено привеждат доводи, че не само юдаизма, но и християнството е основна причина за забележимите настоящи проблеми на европейците или „арийците“ (ариец според нациската идеология означава от индоевропейски произход (в нацистката идеология не се използва въобще индоевропейски, ами само „арийски“)) и по това убеждение се различават от много други нео-нацисти (има езически „нео-нацистки“ движения много преди появяването на Black Metal музиката!). Като алтернатива на християнството повечето NSBM групи се застъпват за различни езически вярвания и традиции, като най-често – Асатру и одинизма. Други теми са Environmentalism и традиционализъм. Често се спори дали NSBM е различен подстил в блека, тъй като музикалните различия често са незначителни. Някои от по-известните групи в стила – Absurd, Graveland, Aryan Terrorism, Nokturnal Mortum.

### Езически блек метъл
Kroda, Trollech, Nokturnal Mortum

### Фолк блек метъл
Текстовете в този подстил са обвързани с фолклора и митологията както на германските и скандинавските народи (най-често), така и на славянските и келтските. Те могат да се основават на традициите и вярванията и на всяка друга култура. Използват се музикални инструменти като флейти, гайди, рогове и др. Групи, които не се вписват във викинг метъла, но имат фолк влияния са: Aes Dana, Alkonost, Melechesh, Nokturnal Mortum, Daemonia Nymphe „Finntroll“ (биха могли да бъдат отнесени и към викинг метъла), старите албуми на Empyrium, Otyg.
Нито една BM група дотук;)

### Викинг/епически блек метъл
Води началото си от групата Bathory с неговия албум Blood Fire Death. Често се спори дали викинг метълът е подразделение на блек метъла или heavy metal-а. Тематиката е често епическа. Примери за викинг блек метъл групи са: Windir, Falkenbach, Enslaved, Moonsorrow, Wyrd, Ensiferum проекта на Fenriz Storm.

### Индъстриъл блек метъл
Жанр, който смесва твърдостта на блек метъла с различни електронни звуци – характерно за жанра е добавянето на синтезатори и дръм машини към останалата част от инструментите. Индъстриъл Блек Метъла може да бъде както тежък и бърз, така и сравнително лек и мелодичен. Характерни за жанра групи са: Aborym, Anaal Nathrakh, албумите в преходния период от блек към индъстриъл метъл на Samael, ...and Oceans/Havoc Unit, Shade Empire, ранните The Kovenant, Mysticum, Dødheimsgard, Blacklodge, Psyclon Nine.